# 이마가와 요시타다
이마가와 요시타다(일본어: 今川義忠, 1436년 ~ 1476년)는 무로마치 시대 스루가의 슈고 다이묘이다. 이마가와 요시모토의 조부.
1436년 스루가 슈고 이마가와 노리타다(今川範忠)의 아들로 태어났다. 1467년 오닌의 난이 일어나자 주력군을 이끌고 교토로 올라와 동군에 참전하였다.
1476년 도토미 지역의 내전에 휘말려 전사하였다.
| 전임 이마가와 노리타다 | 제8대 이마가와 가문 종가 당주 1461년 ~ 1476년 | 후임 이마가와 우지치카 |